# Ruský zahraniční historický archiv v Praze
Ruský zahraniční historický archiv v Praze (zkráceně RZHV, rusky Russkij zagraničnyj istoričeskij archiv v Prage) byl archiv založený v roce 1923 v Praze z iniciativy představitelů ruské emigrace v Československu. Jeho provoz byl hrazen z fondu Ruské pomocné akce, finančního programu Československé vlády určené pro emigranty ze Sovětského svazu. V archivu byly uchovávány především dokumenty týkající se ruského revolučního hnutí, revoluce roku 1917 a dalšího vývoje v Sovětském svazu. Významné byly také sbírky materiálů o ruské emigraci. Šlo o největší ruský archiv mimo území Sovětského svazu.
Po finančních problémech přešel roku 1928 Ruský zahraniční historický archiv pod správu československého ministerstva zahraničních věcí. Roku 1945 byl na návrh komunistického ministra Zdeňka Nejedlého zrušen a sbírky předány do Sovětského svazu. V Československu zůstala pouze ucelená provozní dokumentace, ta byla uložena v Slovanské knihovně.
Ve sbírce se vyskytovaly dokumenty psané rusky, česky, v menší míře též ukrajinsky, anglicky, německy (hlavně v období druhé světové války) a francouzsky.